# Paegniodes
Paegniodes is een geslacht van haften (Ephemeroptera) uit de familie Heptageniidae.

## Soorten
Het geslacht Paegniodes omvat de volgende soorten:
- Paegniodes cupulatus
- Paegniodes dao